# Cladosporium cladosporioides
Cladosporium cladosporioides (Fresen.) G.A. de Vries – gatunek grzybów z klasy Dothideomycetes. Jeden z najczęściej spotykanych grzybów mikroskopijnych, czasami chorobotwórczy.

## Systematyka i nazewnictwo
Pozycja w klasyfikacji według Index Fungorum: Cladosporium, Cladosporiaceae, Capnodiales, Dothideomycetidae, Dothideomycetes, Pezizomycotina, Ascomycota, Fungi.
Po raz pierwszy opisał go w 1850 r. Georg Fresenius nadając mu nazwę Penicillium cladosporioides. Obecną, uznaną przez Index Fungorum nazwę nadał mu Gerardus Albertus de Vries w 1952 r.
Synonimy:
- Cladosporium cladosporioides f. pisicola (W.C. Snyder) G.A. de Vries 1953
- Cladosporium pisicola W.C. Snyder 1934
- Hormodendrum cladosporioides (Fresen.) Sacc. 1880
- Monilia humicola Oudem. 1902
- Monilia humicola var. brunnea A.L. Sm. 1909
- Penicillium cladosporioides Fresen. 1850

## Siedlisko i warunki rozwoju
Przedstawiciele rodzaju Cladosporium należą do najczęściej spotykanych grzybów mikroskopijnych na świecie, wśród nich zaś najczęstszymi są C. cladosporioides i C. herbarum, zarówno w środowisku zewnętrznym, jak i wewnętrznym. Gatunki te są również najczęstszymi gatunkami zgłaszanymi jako zanieczyszczenia w pomieszczeniach. Występują tu w powietrzu, żywności, w farbach, wilgotnych parapetach, tekstyliach i innych substratach organicznych. Zwykle jednak w pomieszczeniach występują w niższym stężeniu, niż na zewnątrz.
C. cladosporioides jako saprotrof znajduje się glebach różnych typów i we wszystkich typach starzejącej się i obumarłej materii roślinnej. Jest gatunkiem kserofilnym, kserotolerancyjnym, ale także psychrofilnym, o czym świadczy jego zdolność do wzrostu w temperaturach ujemnych; może rosnąć w temperaturach powyżej –10 °C. Optymalna temperatura wzrostu wynosi 18–28 °C. Zapotrzebowanie na dostępną wodę (Aw) wynosi od 0,85 do 0,88. W laboratorium można go hodować na wszystkich podłożach.

## Morfologia
C. cladosporioides znany jest wyłącznie w postaci bezpłciowej anamorfy. Jego kolonie są oliwkowo-zielone do oliwkowo-brązowych i wydają się aksamitne lub pudrowe. Na podłożu z agarem ziemniaczano-dekstrozowym (PDA) kolonie są oliwkowo-szare do ciemnozielonych, aksamitne. Krawędzie kolonii mogą być oliwkowo-szare do białych i strzępiaste. Kolonie są rozproszone, a grzybnia tworzy maty i rzadko wyrasta z powierzchni kolonii. Na podłożu agarowym z ekstraktem słodowym (MEA) kolonie są oliwkowo-szare do oliwkowych lub białawe i wydają się aksamitne z oliwkowo-czarnymi lub oliwkowo-brązowymi brzegami. Grzybnia może być rozlana, czasami pokrywa całą kolonię. I wygląda jak filc, rośnie płasko i może być bruzdowana. Na podłożu z agarem owsianym (OA) kolonie są oliwkowoszare i może występować gradient w kierunku krawędzi kolonii od oliwkowo-zielonego do ciemnozielonego, a następnie oliwkowo-szarego. Wzrost grzybni w górę może być rzadki lub obfity i kępkowaty. Grzybnia może być luźna lub gęsta i ma tendencję do płaskiego wzrostu. C. cladosporioides ma nieliczne, nierozgałęzione lub rzadko rozgałęzione strzępki o ciemnym zabarwieniu, zazwyczaj nie są zwężone w przegrodzie. Dojrzałe konidiofory są podobne do drzew i składają się z wielu długich, rozgałęzionych łańcuchów konidiów. C. cladosporioides wytwarza samotne konidiofory o barwie od brązowej do oliwkowobrązowej, które wielokrotnie rozgałęziają się nieregularnie, tworząc wiele rozgałęzień. Każda gałąź ma zwykle od 40 do 300 µm długości (wyjątkowo do 350 µm) i 2–6 µm szerokości. Konidiofory są cienkościenne, cylindryczne i tworzą się na końcu wstępujących strzępek. Konidia są małe, jednokomórkowe, w kształcie cytryny i mają gładkie ściany. Tworzą długie, kruche łańcuchy o długości do 10 konidiów z charakterystyczną ciemną substancją między zarodnikami.

## Chorobotwórczość
Gatunki Cladosporium są rzadką przyczyną chorób u ludzi. Najczęściej wywołują alergie, czasami powodują infekcje skóry, oczu, zatok i mózgu. Rzadko mogą powodować grzybicę paznokci. C. cladosporioides został wyizolowany z płynu mózgowo-rdzeniowego u pacjenta z obniżoną odpornością. Może wywoływać reakcje astmatyczne, gdyż jego zarodniki na powierzchni mają alergeny i beta-glukany. U myszy żywe zarodniki C. cladosporioides wywołały nadreaktywność płuc, a także wzrost liczby eozynofili, które są białymi krwinkami typowymi dla reakcji astmatycznych i alergicznych. Opisano przypadek grzybiczego zapalenia mózgu i zapalenia nerek wywołanego przez C. cladosporioides u psa. Objawiało się to zmianą jego zachowania, depresją, nieprawidłowymi odruchami we wszystkich 4 kończynach i utratą wzroku.
C. cladosporioides i C. herbarum powodują zgniliznę owoców winorośli. Częstość infekcji jest znacznie wyższa, gdy zbierane są owoce w pełni dojrzałe. Wstrzymywanie się ze zbiorami do czasu osiągnięcia pełnej dojrzałości owoców jest konieczne, aby związki fenolowe w winogronach dojrzewały i przyczyniały się do rozwoju aromatu i smaku wina o optymalnej jakości. Chorobą może zostać wówczas dotknięte ponad 50% gron winogron.